# جوردن ستيوارت (لاعب تايكوندو)
جوردن ستيوارت هو لاعب تايكوندو كندي، ولد في 1996.

## روابط خارجية
- جوردن ستيوارت على موقع TaekwondoData.com (الإنجليزية)
- جوردن ستيوارت على موقع اللجنة الأولمبية الكندية (الإنجليزية)